# アイアンフェザー
『アイアンフェザー』（Iron Feather）は、2006年1月19日にコナミから発売されたニンテンドーDS専用のアクションRPGである。

## あらすじ
夜空に突然現れた、大きな星。その星には赤い、火花のような尾がついていた。…彗星。それは2000年に1度訪れるものだった。しかし、それを知る者はだれもいなかった。人々は平和に酔っていたのだ。サウスタニアの地表には赤い炎が広がり始め、巨大な物体が出現し始めた…。
ノースタニアにあるスフィル村。七色のアイアンフェザーの持ち主である主人公の元に、村一番のアイアンフェザー使いを決める大会で優勝した日、謎の男が尋ねてくる。彼はワイズと名乗り、主人公に語り聞かせた。2000年に一度この世界に起こる大カタストロフ「ジェネシス」、そしてそれを阻止できるのは七色のアイアンフェザーを持つ者のみなのだということ。そしてフライは世界の危機を救うべく謎の男とともに世界を救う旅に出るのであった…。

## システム
戦闘システム
マップ上で敵と遭遇すると操作が変化し攻撃や回避が可能となるアクションスタイル。基本は十字キーとボタンで主人公を操作し、必殺技や仲間への指示で使う敵のロックはタッチで行う。
スペルドローシステム（S.D.S）
下画面のタッチ機能を用いたシステム。正方形の頂点と中心の5つの点をなぞって紋章を描く操作で、多数の場面で使うことになる。紋章は50音に当て嵌められている。古代呪文の謎解き、主人公の名前変更、パスワードの入力などで使用する。
また、戦闘時に使う魔法の選択やランダムに表示される紋章を時間内になぞることで必殺技の範囲が変化したり、有効度によって強さの変わる連携技の順番を決める為などの用法もある。

## 登場人物
フライ（名前変更可能）
声：長浜満里子
主人公。冒険王の祖父・ウイングの孫である少年。アイテム屋を営んでいる幼なじみのホワイトがいる。武器は剣。刃はなく邪悪のみを斬る。
イル
声：中尾友紀
サウスタニア出身で古代の技術を調べている少女。刺々しい性格だが、幼い頃に兄を亡くしたという過去を持つ。武器は魔法銃。パーティで唯一魔法が使える。
ワッチ
声：松本忍
ウエスタニアのカウボーイであり、作中のミニゲームでロープ投げを披露する。自身のアイアンフェザーを奪った敵を追ってノースタニアまでやって来る。武器はハンマー。
ラウ
声：前田剛
イースタニアにて義賊「七色盗賊団」のボスを務める。武器は弓。
ワイズ
フライを旅へ誘う男性。アイアンフェザーの「声」が聞けるという能力を持つ。アイアンフェザーを使うことはできないため戦闘には参加しないが、旅の重要なヒントをくれる

## 用語
アイアンフェザー
適性のある人間が使うと武器などに変形させることができる（ワイズのように適性のない者も存在する）。色は基本的に白が多いが、主人公らの七色を初め赤や青といった色のついたものもあり、大きさもまちまちである。
フライのアイアンフェザーは元々白かったが生まれてすぐに持たせられた時に七色に変化した。「アイアンフェザー」という名だが、鋼鉄でも羽根でもなく、各家の庭に代々生えている木の芽を摘んだもの。
古代文明
遺跡や文献などが残る古の文明。彼らの残した古代呪文は探索のカギとなる。また、ジェネシスの回避の方法を記したのも先史協会という団体がこの文明の資料を研究した結果によるもの。
ジェネシス
二千年に一度訪れるという巨大彗星で、この「ジェネシス」の回避が主人公たちの冒険の目的。その接近にともない起きる災厄は大カタストロフと言う。
ディリオボックス
旅の道中に見つけられる素材を組み合わせてアクセサリを作ることができる。マップに点々と置かれ、それぞれで異なるアイテムを作ることができる。
ノースタニア
世界にある4つの国のうち、大陸の北側を領土とする国家。国王は旅に出かけていて留守になっている。主人公の家があり、旅立ちの地でもある。豊かな自然に囲まれたのんびりとした風土で、国王は旅に出かけていて留守になっている。
イースタニア
世界にある4つの国家のうち、東の島々を領土とする国家。海軍を主体とした軍事国家で、先代王が海運貿易で国力を飛躍的に高めた。しかし、現在は貧富の差が激しく、王侯貴族は毎日パーティーを行う一方で民衆は貧困にあえいでいる。
ウェスタニア
世界にある4つの国家のうち、大陸の西側を領土とする国家。かつて隆盛を誇った交易都市だったが、イースタニアの台頭により急激に国力が弱まった。砂塵舞う荒野が広がっていて、サンドモールと呼ばれる生物がモグラが棲む。
サウスタニア
世界にある4つの国家のうち、大陸の南側を領土とする国家。機械兵が多く出土し、そのほとんどがイースタニアへ輸出されている。雪の降る寒冷な地で、入ったものは戻らないと言われる「禁断の地」へと繋がっている。

## 漫画化
『小学三年生』2005年4月号から2006年3月号までに、小山愛子による漫画化作品が掲載されていた。しかし、ストーリーは大きく異なりほぼオリジナルとなっている。
上記とは別にゲーム版におけるワッチとの邂逅部分までをコミカライズした作品が2ケ月掲載された。